# Eremocoris fenestratus

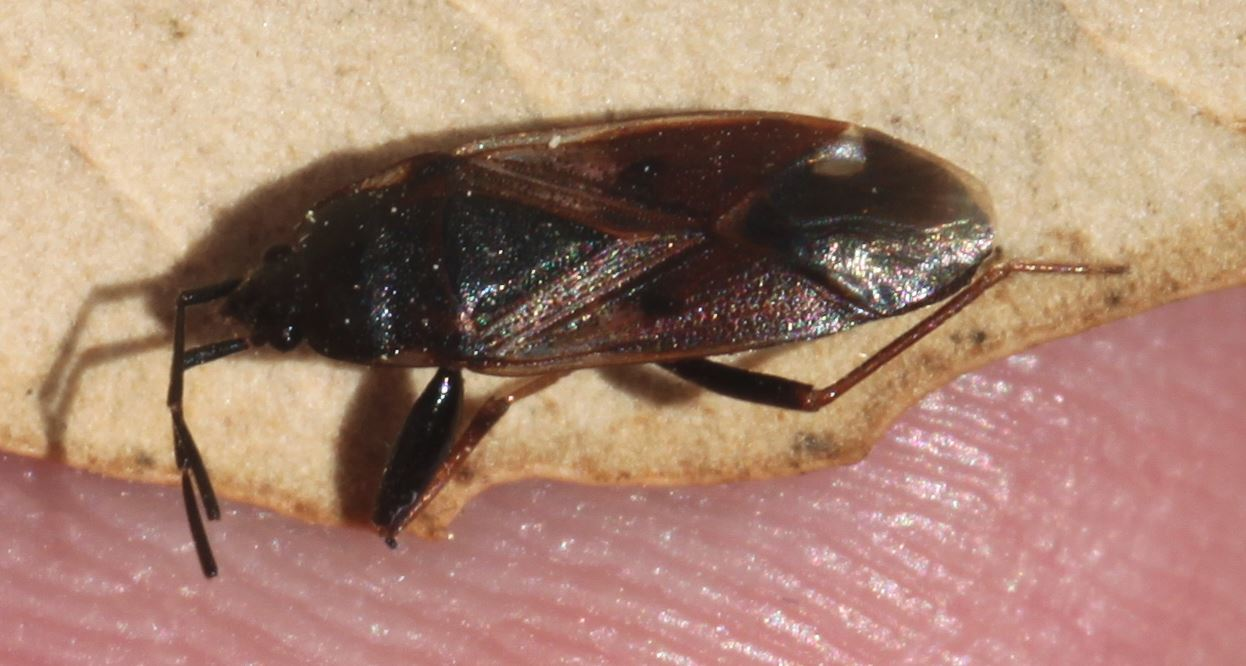

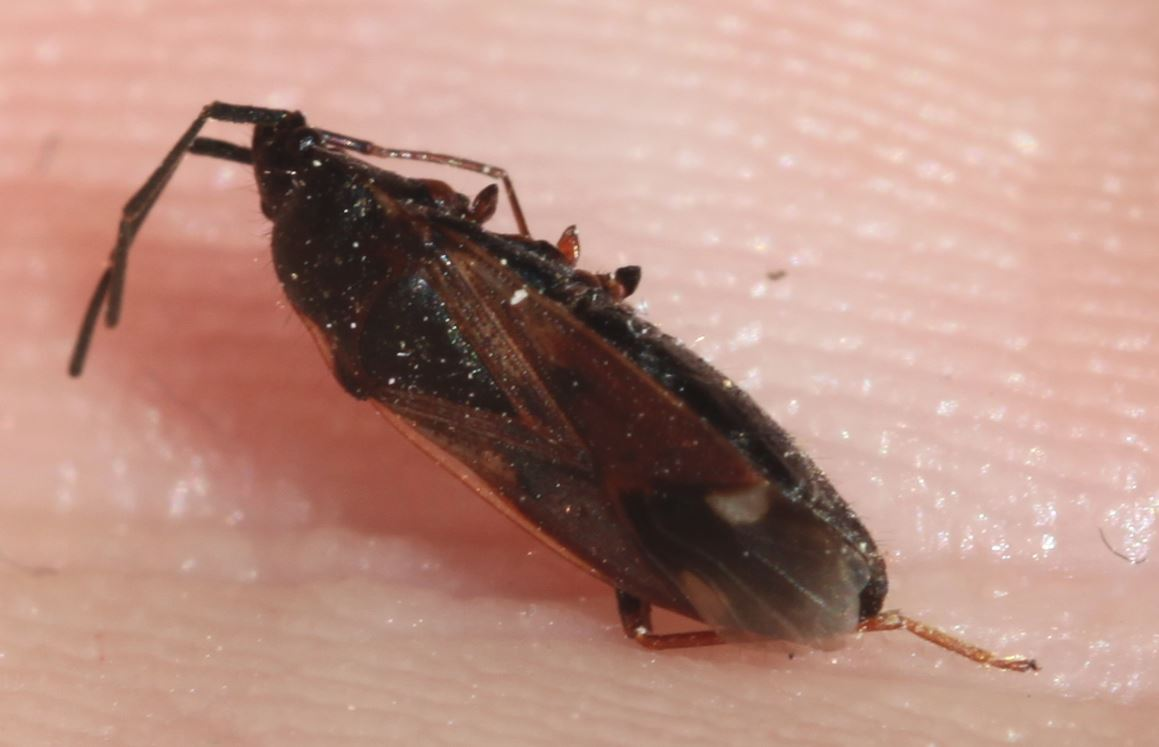
Rostrum und Membran auf diesem Foto besser sichtbar

Eremocoris fenestratus ist eine Wanze aus der Familie der Rhyparochromidae.

## Merkmale
Die Wanzen werden 5,9 bis 7,8 Millimeter lang. Sie haben wie alle Arten der Gattung Eremocoris rötlich braune Vorderflügel, die auf der Membrane, angrenzend an den Cuneus ein Paar halbkreisförmiger weißer Flecken tragen. Eremocoris fenestratus trägt wie Eremocoris abietis einen großen und mehrere kleine Dornen auf den Schenkel (Femora) der Vorderbeine. Die Behaarung an den hinteren Schienen (Tibien) ist jedoch nicht kürzer als die Schienen breit sind, sondern ungefähr gleich lang, wie breit. Die Körperoberseite ist ziemlich glänzend. Alle Imagines sind makropter, haben also voll entwickelte Flügel und sind flugfähig.

## Verbreitung und Lebensraum
Die mediterrane Art tritt bis West- und Mitteleuropa und im Osten bis in die Kaspischen Region sowie weiter in die Mongolei auf. In Deutschland tritt sie vor allem im Süden auf und ist vereinzelt bis zum Nordrand der Mittelgebirge nachgewiesen. In Österreich tritt sie nur lokal auf und ist überall selten. Sie ist vor allem in den Berglagen, z. B. in den Alpen deutlich über 1000 Meter Seehöhe verbreitet. Die Art lebt auf trockener Bodenstreu verschiedener Laub- und Nadelgehölze. Man findet sie an Rosengewächsen (Rosaceae) wie z. B. Rosen (Rosa) und Weißdornen (Crataegus) und Zypressengewächsen (Cupressaceae) wie Wacholder (Juniperus) und Lebensbäumen (Thuja). Man findet sie auch im städtischen Bereich.

## Lebensweise
Die Tiere saugen an den Samen ihrer Wirtspflanzen. Die Imagines sind sehr flugfreudig und nach der Überwinterung und auch im Hochsommer auf verschiedenen krautigen Pflanzen und Gehölzen zu finden. Manchmal fliegen sie auch künstliche Lichtquellen an. Adulte der neuen Generation treten ab August auf. In günstigen Jahren kann eine unvollständige zweite Generation ausgebildet werden, deren Nymphen überwintern.

## Belege